# Что, если…?
«Что, е́сли…?» (англ. What If…?) — американский анимационный сериал, созданный Э. С. Брэдли для сервиса потокового вещания Disney+ и основанный на одноимённой серии комиксов Marvel. Четвёртый по счёту сериал четвёртой фазы медиафраншизы «Кинематографическая вселенная Marvel» (КВМ). Каждый из эпизодов раскрывает, что могло бы случиться, если бы ключевые события фильмов киновселенной произошли иначе. Анимационный сериал разработан Marvel Studios, что делает «Что, если…?» первой анимационной работой студии. Режиссёром выступает Брайан Эндрюс, а главным сценаристом — Э. С. Брэдли.
Джеффри Райт озвучивает Уату / Наблюдателя — рассказчика событий. Многие актёры фильмов киновселенной озвучивают своих персонажей. К сентябрю 2018 года Marvel Studios разрабатывала несколько сериалов для Disney+, мультсериал по комиксу «Что, если…?» был анонсирован в апреле 2019 года. Глава визуального отдела Marvel Studios Райан Мейнердинг помог определить сел-шейдинговый стиль анимации для мультсериала, который был вдохновлён фильмами КВМ и классическими американскими иллюстраторами. Компании Squeeze и Flying Bark Productions занимались анимацией проекта, главным аниматором первого сезона стал Стефан Фрэнк.
Первый сезон «Что, если…?», состоящий из 9 эпизодов, выходил с 11 августа по 6 октября 2021 года. Он стал частью Четвёртой фазы КВМ.Второй сезон выходил с 22 по 30 декабря 2023 года. Финальный третий сезон транслировался с 22 по 29 декабря 2024 года. Два последних сезона стали частью Пятой фазы КВМ. В целом, мультсериал был положительно воспринят, похвал удостоились озвучка и изобретательные сюжетные линии, хотя основная критика была связана со стилем анимации и сценарием. В разработке также находится анимационный сериал «Зомби Marvel», основанный на пятом эпизоде первого сезона «Что, если…?».

## Сюжет
После открытия мультивселенной в финале первого сезона «Локи», «Что, если…?» исследует различные временные линии, в которых основные моменты из фильмов кинематографической вселенной Marvel происходят иначе, а всеведущий Наблюдатель следит за образованием каждой новой временной линии.
После создания Стражей Мультивселенной (собранных для уничтожения варианта Альтрона, представлявшего угрозу для мультивселенной), Наблюдатель продолжает знакомиться с новыми героями и странными мирами в мультивселенной КВМ.

## Роли озвучивали

### Главная роль
- Джеффри Райт — Уату / Наблюдатель:
Представитель внеземной расы Наблюдателей, который наблюдает за мультивселенной[5]. Главный сценарист А. С. Брэдли сказала, что Наблюдатель «выше всего остального», и сравнил персонажа со зрителем, смотрящим видео «крыса с пиццей», наблюдающим и не вмешивающимся, «без какой-либо заинтересованности в том, чтобы подружиться с крысой, жить среди крыс или делать то, что делает крыса… Таковы отношения Наблюдателя с человечеством»[6]. Роль Наблюдателя была уподоблена роли Рода Серлинга в «Сумеречной зоне»[7]. Райт подошёл к персонажу аналогично роли в игровом кино, узнавая как можно больше о Наблюдателе, чтобы его голос отражал «уникально мощное, всевидящее, мудрое присутствие персонажа». Райт предпочёл использовать современный американский акцент, а не то, чтобы персонаж звучал как «какой-нибудь старый затхлый парень с оксфордским образованием где-нибудь в гостиной эпохи тюдоров»[7]. Исполнительный продюсер Брэд Виндербаум описал персонажа как «большего, чем жизнь, с непостижимо огромной силой», но, несмотря на это, с человеческим сердцем, чувствуя, что вокальное исполнение Райта вдохновляет чувство человечности при объяснении вещей[8]. Помимо своих исследований в появлениях Уату в комиксах, Райт также черпал вдохновение в тоне, визуальных эффектах и анимации сериала, чтобы помочь развить голос персонажа[9]. Имя «Уату» из комиксов не используется в сериале, потому что это означало бы, что за событиями сериала наблюдало несколько существ, когда Брэдли вместо этого хотела сосредоточиться на повествовании «Наблюдателя», наблюдающего за различными персонажами и реалиями и как они влияют на него[10]:12:04–13:35.

### Прочие актёры
- Хейли Этвелл — Пегги Картер / Капитан Картер (1—3 сезоны) и Пегги Картер (1—2 сезоны)[11];
- Себастиан Стэн — Джеймс «Баки» Барнс (1—2 сезоны) и Джеймс «Баки» Барнс / Зимний солдат (1—3 сезоны)[5];
- Доминик Купер — Говард Старк в молодости (1 и 3 сезоны)[5];
- Стэнли Туччи — Абрахам Эрскин (1—2 сезоны)[12];
- Тоби Джонс — Арним Зола (1 сезон)[5];
- Брэдли Уитфорд — Джон Флинн (1 сезон)[13];
- Росс Маркуанд — Иоганн Шмидт / Красный Череп (1 сезон)[14], Альтрон (1 и 3 сезоны), В.Е.Р.Н.Е.Р.  (2 сезон)[15];
- Даррелл Хаммонд — нацистский генерал (1 сезон)[14];
- Джош Китон — Тощий Стив Роджерс / Крушитель «Гидры» (1—2 сезоны), Стив Роджерс / Капитан Америка (1—2 сезоны)[14][16]; Роджерс Гуд (2 сезон)[17];
- Сэмюэл Л. Джексон — Ник Фьюри (1—3 сезоны)[5];
- Джереми Реннер — Клинт Бартон / Соколиный глаз (1—2 сезоны)[5];
- Нил Макдонаф — Дум-Дум Дуган (1 сезон)[5];
- Чедвик Боузман — Звёздный Лорд Т’Чалла (1 сезон)[3], Т’Чалла / Чёрная пантера (1 сезон)[16];
- Майкл Рукер — Йонду Удонта (1—3 сезоны)[5];
- Джош Бролин — Танос (1—3 сезоны)[5];
- Бенисио Дель Торо — Танелиир Тиван / Коллекционер (1 сезон)[13];
- Курт Рассел — Эго (1—2 сезоны)[13];
- Офелия Ловибонд — Карина (1 сезон)[13];
- Кэрри Кун — Проксима Миднайт (1 сезон)[13];
- Том Вон-Лолор — Эбеновый Зоб (1 и 3 сезоны)[13];
- Карен Гиллан — Небула (1—3 сезоны)[5];
- Джимон Хонсу — Корат Преследователь (1 сезон)[5];
- Джон Кани — Т’Чака (1 сезон)[13];
- Шон Ганн — Краглин Обфонтери (1 сезон)[5];
- Крис Салливан — Шокерфейс (1 сезон)[12];
- Сет Грин — Утка Говард (1—3 сезоны)[13];
- Данай Гурира — Окойе (1 сезон)[13];
- Фред Таташор — Дракс (1—2 сезоны), Корвус Глэйв (1 сезон)[18], Вольштагг (1 сезон)[19], Грут[20] (2—3 сезоны);
- Брайан Т. Делейни[англ.] — Питер Квилл (1 сезон)[18];
- Марк Руффало — Брюс Бэннер / Халк (1—3 сезоны)[21];
- Том Хиддлстон — Локи (1—3 сезоны)[5];
- Кларк Грегг — Фил Колсон (1 и 3 сезоны)[13];
- Джейми Александр — Сиф (1 сезон)[13];
- Фрэнк Грилло — Брок Рамлоу (1—2 сезоны)[22];
- Майкл Дуглас — Хэнк Пим / Жёлтый шершень (1 сезон)[21], Хэнк Пим / Человек-муравей (2 сезон)[23];
- Лейк Белл — Наташа Романофф / Чёрная вдова (1—2 сезоны)[24];
- Мик Уингерт[англ.] — Тони Старк / Железный человек (1—2 сезоны)[25];
- Стефани Паниселло — Бетти Росс (1 сезон)[21];
- Майк Макгилл[англ.] — Таддеус Росс (1 сезон)[21];
- Александра Дэниэлс — Кэрол Дэнверс / Капитан Марвел (1 и 3 сезоны)[21];
- Бенедикт Камбербэтч — Доктор Стивен Стрэндж (1 сезон) и Верховный Доктор Стрэндж (1—2 сезоны)[26][27];
- Рэйчел Макадамс — Кристина Палмер (1 сезон)[13];
- Бенедикт Вонг — Вонг (1 сезон)[13];
- Тильда Суинтон — Древняя (1 сезон)[13];
- Ике Амади[англ.] — О’Бенг (1 сезон)[26];
- Лесли Бибб — Кристин Эверхарт (1 сезон)[13];
- Пол Беттани — Вижн[13] (1 сезон), Д.Ж.А.Р.В.И.С. (1 сезон)[28];
- Эванджелин Лилли — Хоуп ван Дайн / Оса (1 сезон)[13];
- Пол Радд — Скотт Лэнг (1—2 сезоны)[5];
- Джон Фавро — Гарольд «Хэппи» Хоган (1—2 сезоны)[16][28];
- Эмили Ванкэмп — Шэрон Картер (1 и 3 сезоны)[13];
- Дэвид Дастмалчян — Курт (1 сезон)[12];
- Хадсон Темз — Питер Паркер / Человек-паук (1 сезон)[16];
- Майкл Б. Джордан — Н’Джадака / Эрик «Киллмонгер» Стивенс (1 сезон)[5];
- Анджела Бассетт — Рамонда (1 сезон)[13];
- Энди Серкис — Улисс Кло (1 сезон)[13];
- Дон Чидл — Джеймс «Роуди» Роудс (1 сезон)[13];
- Кифф ВанденХёвел[англ.] — Обадайя Стейн (1 и 3 сезоны)[28];
- Бет Хойт — Пеппер Поттс (1 сезон)[28];
- Озиома Акага — Шури (1 сезон)[28];
- Крис Хемсворт — Тор (1—3 сезоны)[5];
- Натали Портман — Джейн Фостер (1 сезон)[5];
- Кэт Деннингс — Дарси Льюис (1—3 сезоны)[13];
- Джефф Голдблюм — Грандмастер (1—2 сезоны)[5];
- Коби Смолдерс — Мария Хилл (1—3 сезоны)[13];
- Тайка Вайтити — Корг (1—3 сезоны)[5];
- Рэйчел Хаус — Топаз (1—3 сезоны)[13];
- Джозетт Илс — Фригга (1 сезон)[19];
- Дэвид Чен — Огун (1 сезон)[19];
- Макс Миттелман — Фандрал (1 сезон)[19];
- Клэнси Браун — Суртур (1—2 сезон)[13];
- Жорж Сен-Пьер — Жорж Батрок (1 сезон)[13];
- Синтия Макуильямс — Гамора (1—2 сезоны)[13][29][30][31][32].
- Джуд Лоу — Йон-Рогг (2 сезон)[20];
- Питер Серафинович — Гартан Саал (2 сезон)[20];
- Джулианна Гроссман — Ирани Раэль / Нова Прайм (2 сезон)[20];
- Лоуренс Фишберн — Билл Фостер / Голиаф (2—3 сезоны[33];
- Джон Слэттери — Говард Старк в старости (2 сезон)[23];
- Атандва Кани[англ.] — молодой Т’Чака / Чёрная пантера (2 сезон)[34];
- Мадлен Макгроу[англ.] — Хоуп ван Дайн в детстве (2 сезон)[35];
- Мейс Монтгомери Миксел — Питер Квилл в детстве (2 сезон)[35];
- Кери Томбациан — Мар-Велл / доктор Венди Лоусон (2 сезон)[35];
- Джин Фарбер[англ.] — Василий Карпов[англ.] (2—3 сезоны);
- Сэм Рокуэлл — Джастин Хаммер (2 сезон)[36];
- Исаак Робинсон-Смит — Сергей (2 сезон);
- Мэттью Уотерсон — Расти (2 сезон);
- Тесса Томпсон — Валькирия (2—3 сезоны)[23];
- Рэйчел Вайс — Мелина Востокофф / Чёрная вдова (2 сезон)[23];
- Бернард Уайт[англ.] — Консул Син (2 сезон);
- Элизабет Олсен — Ванда Максимофф / Алая ведьма / Ванда-Мерлин (2 сезон)[23];
- Девери Джейкобс[англ.] — Каххори (2—3 сезоны)[37][38][39];
- Киавентио — Уата (2 сезон)[39];
- Джереми Уайт — Атаракс (2 сезон)[39];
- Габриэль Ромеро[англ.] — конкистадор Родриго Альфонсо Гонзоло (2 сезон)[39];
- Каролина Равасса[англ.] — Королева Изабелла (2 сезон)[39];
- Джефф Бергман — Один (2 сезон)[40];
- Кейт Бланшетт — Хела (2 сезон)[40][41];
- Лив Замора — Хела в детстве (2 сезон);
- Феодор Чин[англ.] — Сюй Венву (2 сезон)[40];
- Идрис Эльба — Хеймдалл (2 сезон)[23][40];
- Лорен Том — Дзяйи (2 сезон)[40];
- Майкл Хагивара — Сюнюань (2 сезон).
- Энтони Маки — Сэм Уилсон / Капитан Америка (3 сезон);
- Тейона Паррис — Моника Рамбо (3 сезон);
- Симу Лю — Сюй Шан-Чи (3 сезон);
- Оскар Айзек — Марк Спектор / Лунный рыцарь (3 сезон);
- Дэвид Харбор — Алексей Шостаков / Красный страж (3 сезон)[42];
- Кэри Уолгрен — Мелина Востокофф (3 сезон), Карина (3 сезон);
- Бриттани Адебумола[англ.] — Накия (3 сезон);
- Кэтрин Хан — Агата Харкнесс (3 сезон)
- Кумэйл Нанджиани — Кинго (3 сезон);
- Джеймс Д’Арси — Эдвин Джарвис (3 сезон);
- Дэвид Кэй[англ.] — Судья Аришем (3 сезон);
- Америка Феррера — Рейнджер Моралес (3 сезон);
- Мэтт Френд[англ.] — Грандмастер (3 сезон);
- Эндрю Моргадо[англ.] — Лафей (3 сезон);
- Стивен Френч[англ.] — Малекит (3 сезон);
- Джаред Батлер — Кецилий (3 сезон);
- Дэрин Де Пол[англ.] — Зевс (3 сезон), Палач (3 сезон);
- Хэмиш Паркинсон — Пивбот-5000 (3 сезон);
- Доминик Торн — Рири Уильямс / Железное сердце (3 сезон);
- Алехандро Сааб[англ.] — Квентин Бек / Мистерио (3 сезон);
- Кена Рамси — Окойе (3 сезон);
- Дэвид Чен[англ.] — Вонг (3 сезон);
- Мишель Вонг[англ.] — Инь Нань (3 сезон);
- Джейсон Айзекс — Преосвященство (3 сезон);
- Ди Си Дуглас[англ.] — Воплощение (3 сезон);
- Хейли Стайнфелд — Кейт Бишоп / Соколиный глаз (3 сезон);
- Манъэр Чжан — Сюй Сялинь / Капюшон (3 сезон);
- Уайатт Рассел — Джон Уокер (3 сезон);
- Уолтон Гоггинс — Сонни Бёрч (3 сезон);
- Аллен Ден — Куай Джун-Фан (3 сезон);
- Наташа Лионн — Бёрди Дак (3 сезон);
- Элисон Сили-Смит[англ.] — Ороро Монро / Шторм — Богиня грома (3 сезон)

## Список серий
| Сезон | Серии | Серии | Даты показа     | Даты показа     |
| Сезон | Серии | Серии | Первая серия    | Последняя серия |
| ----- | ----- | ----- | --------------- | --------------- |
| 1     | 9     | 9     | 11 августа 2021 | 6 октября 2021  |
| 2     | 9     | 9     | 22 декабря 2023 | 30 декабря 2023 |
| 3     | 8     | 8     | 22 декабря 2024 | 29 декабря 2024 |

### 1 сезон (2021)
| № | Название | Режиссёр      | Автор сценария              | Дата премьеры    |
| --- | --- | ------------- | --------------------------- | ---------------- |
| 1 | «What If… Captain Carter Were the First Avenger?» «Что, если… Капитан Картер была бы Первым мстителем?»                       | Брайан Эндрюс | Э. С. Брэдли                | 11 августа 2021  |
| В 1942 году во время Второй мировой войны Стив Роджерс был выбран первым в мире суперсолдатом, однако шпион организации «Гидры» вмешивается и ранит Роджерса. Пегги Картер убивает шпиона и получает сыворотку. Однако глава СНР Джон Флинн отстраняет Картер от операций. Лишь после того, как она захватывает у Гидры Тессеракт, Флинн решает использовать её на миссиях как «Капитана Картер». Говард Старк использует куб для создания брони для Роджерса, который становится «Крушителем „Гидры“». На одном из заданий Стив пропадает после взрыва поезда Гидры. Пегги и её боевые товарищи проникают на базу организации, где Красный Череп, используя Тессеракт, проводит через портал монстра с щупальцами, который убивает Шмидта. Картер входит в портал, чтобы вернуть существо в его измерение. 70 лет спустя Тессеракт вновь открывает портал, из него выходит Пегги и знакомится с Ником Фьюри и Клинтом Бартоном. В главных ролях: Хейли Этвелл в роли Пегги Картер / Капитана Картер, Джош Китон в роли Стива Роджерса, Себастиан Стэн в роли Баки Барнса, Доминик Купер в роли Говарда Старка, Стэнли Туччи в роли Абрахама Эрскина, Тоби Джонс в роли Арнима Золы, Брэдли Уитфорд в роли Джона Флинна, Росс Маркуанд в роли Иоганна Шмидта / Красного Черепа, Нил Макдонаф в роли Дум-Дум Дугана и Даррелл Хаммонд в роли нацистского генерала. | |               |                             |                  |
| 2 | «What If… T’Challa Became a Star-Lord?» «Что, если… Т’Чалла стал бы Звёздным Лордом?»                                         | Брайан Эндрюс | Мэттью Чонси                | 18 августа 2021  |
| В 1988 году по приказу Эго Опустошители отправляются на Землю, чтобы похитить его сына Питера Квилла. Однако по ошибке они похищают из Ваканды маленького Т’Чаллу. 20 лет спустя Т’Чалла становится известным галактическим наёмником и преступником Звёздным Лордом, а лидер Опустошителей Йонду Удонта уверяет его, что Ваканда уничтожена. К Т’Чалле и Опустошителям обращается Небула, которая предлагает украсть Угли Бытия, космическую форму пыли, способную терраформировать экосистемы, у главного криминального авторитета галактики Танелиира Тивана. Небула и Йонду встречаются с Коллекционером на Забвении и в качестве приманки предлагают ему Камень Силы. В это время Т’Чалла проникает в хранилище Тивана, чтобы найти Угли, и обнаруживает космический корабль Ваканды, который искал его. Небула, по-видимому, предаёт Опустошителей, что оказывается её уловкой для кражи Углей. Карина, рабыня Коллекционера, освобождает Т’Чаллу и помогает Опустошителям победить Тивана. Т’Чалла прощает Йонду за ложь о Ваканде, куда после этого они прибывают, и Т’Чалла воссоединяется с родителями. Где-то на Земле Эго приходит к взрослому Питеру Квиллу, работающему уборщиком в ресторане Dairy Queen. В главных ролях: Чедвик Боузман в роли Звездного Лорда Т’Чаллы, Майкл Рукер в роли Йонду Удонты, Джош Бролин в роли Таноса, Бенисио Дель Торо в роли Танелиира Тивана / Коллекционера, Курт Рассел в роли Эго, Офелия Ловибонд в роли Карины, Кэрри Кун в роли Проксимы Полночной, Том Вон-Лолор в роли Эбенового Зоба, Карен Гиллан в роли Небулы, Джимон Хонсу в роли Кората Преследователя, Джон Кани в роли Т’Чаки, Шон Ганн в роли Краглина Обфонтери, Крис Салливан в роли Шокерфейс, Сет Грин в роли Утки Говарда, Данай Гурира в роли Окойе, Фред Таташор в ролях Дракса и Корвуса Глэйва и Брайан Т. Делейни в роли Питера Квилла | |               |                             |                  |
| 3 | «What If… the World Lost Its Mightiest Heroes?» «Что, если… мир утратил бы своих величайших героев?»                          | Брайан Эндрюс | Э. С. Брэдли и Мэттью Чонси | 25 августа 2021  |
| В 2011 году в течение недели кто-то упорно подставляет агентов организации «Щ.И.Т.» и препятствует набору потенциальных Мстителей: Наташа Романофф вводит Тони Старку диоксид лития, который неожиданно оказывается смертелен, Клинт Бартон случайно пускает в Тора стрелу, а позже сам умирает в тюремной камере. Для анализа диоксида лития Наташа встречается с доктором Бетти Росс, в лаборатории которой и прячется Брюс Бэннер. Отец Бетти, генерал Таддеус Росс, атакует Романофф и Бэннера, который после превращения в Халка взрывается. Локи, сводный брат Тора, прибывает в Нью-Мексико и атакует Землю из-за смерти брата. Фьюри предлагает Локи заключить союз, чтобы найти убийцу Тора. При расследовании убийств Мстителей Наташа Романофф погибает, передав ключ к разгадке: Надежда (англ. Hope). Фьюри понимает, что всё дело в Хоуп ван Дайн, дочери Хэнка Пима. После её смерти на задании «Щ.И.Т.а» Хэнк с помощью своего уменьшающегося костюма начал мстить организации и убивать потенциальных Мстителей. Фьюри с помощью магии Локи побеждает Пима, которого арестовывают асгардцы. Локи решает остаться на Земле и становится её правителем. Фьюри находит замёрзшего во льду Стива Роджерса и вызывает Кэрол Дэнверс. В главных ролях: Сэмюэл Л. Джексон в роли Ника Фьюри, Майкл Дуглас в роли Хэнка Пима / Жёлтого шершня, Джереми Реннер в роли Клинта Бартона / Соколиного глаза, Марк Руффало в роли Брюса Бэннера / Халка, Том Хиддлстон в роли Локи, Кларк Грегг в роли Фила Колсона, Джейми Александр в роли Сиф, Фрэнк Грилло в роли Брока Рамлоу, Лейк Белл в роли Наташи Романофф / Чёрной вдовы и Мик Уингерт в роли Тони Старка / Железного человека | |               |                             |                  |
| 4 | «What If… Doctor Strange Lost His Heart Instead of His Hands?» «Что, если… Доктор Стрэндж потерял бы своё сердце вместо рук?» | Брайан Эндрюс | Э. С. Брэдли                | 1 сентября 2021  |
| В 2016 году Доктор Стивен Стрэндж попадает в автомобильную аварию вместе со своей девушкой доктором Кристиной Палмер, в результате чего та погибает. Разбитый горем Стрэндж отправляется в Камар-Тадж и изучает мистические искусства. Там он обнаруживает Глаз Агамотто, содержащий в себе Камень Времени, который способен управлять временем, но Древняя и Вонг предупреждают Стивена, что это опасно и его действия могут разрушить реальность. Через два года после смерти Палмер в попытке спасти её Стрэндж несколько раз использует Глаз Агамотто, чтобы перемотать время, но каждый раз Кристина погибает. Появляется Древняя и говорит Стивену, что смерть Кристины Палмер — это «абсолютная точка» во времени, которую нельзя изменить или отменить, но Стрэндж отказывается слушать. Используя силу Тёмного измерения, Древняя раздваивает Стрэнджа: один Стрэндж принимает смерть Палмер, а другой поглощает силы магических существ и становится «Верховным» Стрэнджем. Он побеждает свою добрую версию и поглощает её. Используя всю поглощённую магию, «Верховный» Стрэндж воскрешает Кристину, разрывая этим реальность. «Верховный» Стрэндж просит Наблюдателя о помощи, но тот отказывается вмешиваться. Кристина снова погибает, а вселенная окончательно разрушается, оставляя раскаявшегося Стрэнджа в скорби и забвении. В главных ролях: Бенедикт Камбербэтч в ролях доктора Стивена Стрэнджа и Верховного Доктора Стрэнджа, Рэйчел Макадамс в роли Кристины Палмер, Бенедикт Вонг в роли Вонга, Тильда Суинтон в роли Древней, Ике Амади в роли О’Бенга и Лесли Бибб в роли Кристин Эверхарт | |               |                             |                  |
| 5 | «What If… Zombies?!» «Что, если… зомби?!»                                                                                     | Брайан Эндрюс | Мэттью Чонси                | 8 сентября 2021  |
| В 2018 году в квантовой реальности Хэнк Пим находит свою жену Джанет ван Дайн, которая заражает его квантовым вирусом, превратившим её в зомби. Они оба возвращаются из квантовой реальности, что приводит к зомби-апокалипсису. Две недели спустя группа выживших: Хоуп ван Дайн, Питер Паркер, Баки Барнс, Окойе, Шэрон Картер, Хэппи Хоган и Курт, — узнают о существовании лагеря в Нью-Джерси, в котором разрабатывается лекарство от вируса. По пути туда они теряют Хэппи и Шэрон, а заражённая Хоуп жертвует собой, позволяя группе добраться до лагеря. Там они обнаруживают Вижна, чей Камень Разума побеждает вирус. Однако оказывается, что Вижен специально заманивает выживших, в числе которых Скотта Лэнга и Т’Чалла, в лагерь, чтобы скормить их заражённой Ванде Максимофф, поскольку её силы отвергают лечение. Ванда вырывается на свободу. Баки, Курт и Окойе погибают, а Вижен вырывает из своей головы Камень Разума и передаёт его Паркеру. Брюс Бэннер превращается в Халка и сражается с Вандой, давая остальным возможность сбежать. Питер, Скотт и Т’Чалла направляются в Ваканду, чтобы распространить энергию Камня Разума по всей планете. Однако Ваканду осаждает армия зомби во главе с заражённым Таносом с почти полной Перчаткой Бесконечности. В главных ролях: Марк Руффало в роли Брюса Бэннера / Халка, Чедвик Боузман в роли Т’Чаллы / Чёрной пантеры, Пол Беттани в роли Вижена, Себастиан Стэн в роли Баки Барнса, Эванджелин Лилли в роли Хоуп ван Дайн / Осы, Пол Радд в роли Скотта Лэнга / Человека-муравья, Джон Фавро в роли Гарольда «Хэппи» Хогана / Зомби-Хэппи, Данай Гурира в роли Окойе, Эмили Ванкэмп в роли Шэрон Картер, Дэвид Дастмалчян в роли Курта, Хадсон Темз в роли Питера Паркера / Человека-паука и Том Вон-Лолор в роли Эбенового Зоба | |               |                             |                  |
| 6 | «What If… Killmonger Rescued Tony Stark?» «Что, если… Киллмонгер спас бы Тони Старка?»                                        | Брайан Эндрюс | Мэттью Чонси                | 15 сентября 2021 |
| В 2010 году в Афганистане конвой Тони Старка попадает в засаду террористической организации «Десять колец», но его спасает Эрик «Киллмонгер» Стивенс. Вернувшись в Stark Industries вместе со Старком, Киллмонгер раскрывает причастность Обадайи Стейна к заговору против Старка, а затем помогает Тони построить дрона-гуманоида из вибраниума. Для создания армии дронов требуется больше вибраниума, поэтому Джеймс Роудс отправляется к контрабандисту Улиссу Кло, чтобы заключить сделку. По просьбе Киллмонгера Кло сообщает о сделке вакандцам и тем самым выманивает Т’Чаллу. Киллмонгер убивает Т’Чаллу и Роудса, забирает вибраниум и подстраивает всё так, будто они убили друг друга. Старк, узнав об этом, пытается противостоять Киллмонгеру, но тот убивает его, выставив смерть Старка результатом нападения вакандцев. Затем Киллмонгер убивает Кло и встречается со своей семьёй в Ваканде. Таддеус Росс отправляет армию дронов на Ваканду, но Киллмонгер помогает вакандцам отразить атаку. Эрик становится новой Чёрной пантерой. Армия США готовится к войне с Вакандой, поэтому сестра Т’Чаллы, Шури, предлагает помощнице Старка Пеппер Поттс остановить Киллмонгера. В главных ролях: Майкл Б. Джордан в роли Н’Джадаки / Эрика «Киллмонгера» Стивенса, Джон Фавро в роли Хэппи Хогана, Чедвик Боузман в роли Т’Чаллы / Чёрной пантеры, Анджела Бассетт в роли Рамонды, Данай Гурира в роли Окойе, Энди Серкис в роли Улисса Кло, Дон Чидл в роли Джеймса «Роуди» Роудса, Пол Беттани — Д.Ж.А.Р.В.И.С.а, Джон Кани в роли Т’Чаки, Лесли Бибб в роли Кристин Эверхарт, Мик Уингерт в роли Тони Старка / Железного человека, Бет Хойт в роли Пеппер Поттс и Озиома Акага в роли Шури | |               |                             |                  |
| 7 | «What If… Thor Were an Only Child?» «Что, если… Тор был бы единственным ребёнком?»                                            | Брайан Эндрюс | Э. С. Брэдли                | 22 сентября 2021 |
| В 965 году после войны между Асгардом и Ледяными великанами Один обнаруживает брошенного ребёнка Ледяного великана и возвращает того его отцу Лафею. Годы спустя сын Одина, Тор, вырастает и становится буйным принцем, предпочитающим проводить время на вечеринках. Когда Один впадает в сон, а Фригга уходит на солнцестояние, Тор вместе с Сиф и Воинствующей троицей отправляется на Землю, чтобы устроить масштабную вечеринку, пригласив инопланетян со всей галактики. Прибытие Тора на Землю привлекает внимание Джейн Фостер и Дарси Льюис, которые выслеживают его в Лас-Вегасе и в итоге присоединяются к вечеринке. На следующий день с Джейн связывается «Щ.И.Т.», агенты которого предлагают устранить Тора, поскольку его появление привело к инопланетному вандализму. Мария Хилл вызывает на Землю Кэрол Дэнверс, которая вступает в бой с Тором, но в конечном счёте терпит поражение. Хилл предлагает Дэнверс заманить Тора на открытую местность в Сибири, где ей не придётся сдерживать свои силы. Джейн, выступающая против плана Марии Хилл, умудряется связаться с Хеймдаллем, который телепортирует её к Фригге, позволяя объяснить ситуацию. Кэрол Дэнверс и Тор готовятся к новому бою, но вмешивается Фригга и объявляет о своём скором прибытии, заставляя испуганного Тора убрать беспорядок на Земле. После всего Тор приглашает Джейн на свидание. Вдруг в портале появляется армия беспилотных роботов во главе с альтернативной версией Альтрона, собравшего все Камни Бесконечности и взявшего под контроль тело Вижна. В главных ролях: Крис Хемсворт в роли Тора, Натали Портман в роли Джейн Фостер, Том Хиддлстон в роли Локи, Кэт Деннингс в роли Дарси Льюис, Сэмюэл Л. Джексон в роли Ника Фьюри, Джефф Голдблюм в роли Грандмастера, Коби Смолдерс в роли Марии Хилл, Кларк Грегг в роли Фила Колсона, Фрэнк Грилло в роли Брока Рамлоу, Тайка Вайтити в роли Корга, Карен Гиллан в роли Небулы, Джейми Александр в роли Сиф, Сет Грин в роли Утки Говарда, Александра Дэниэлс в роли Кэрол Дэнверс / Капитана Марвел, Рэйчел Хаус в роли Топаз и Джозетт Илс в роли Фригги | |               |                             |                  |
| 8 | «What If… Ultron Won?» «Что, если… Альтрон победил бы?»                                                                       | Брайан Эндрюс | Мэттью Чонси                | 29 сентября 2021 |
| В 2015 году Альтрону удаётся заполучить тело Вижна из вибраниума, которое содержит Камень Разума. Андроид побеждает Мстителей и устраивает глобальную ядерную катастрофу, уничтожая большую часть человечества. На Землю прибывает Танос для завершения сбора Камней Бесконечности в свою перчатку, однако Альтрон с помощью Камня Разума разрубает титана пополам и забирает все пять Камней. С помощью всех шести камней он создаёт огромную армию дронов, чтобы уничтожить всю жизнь во вселенной. Одна из выживших в космосе, Кэрол Дэнверс, пытается остановить Альтрона, но тот убивает её. На Земле Клинт Бартон и Наташа Романофф находят в Сибири копию сознания Арнима Золы и пытаются загрузить её в разум Альтрона, чтобы уничтожить искусственный интеллект. Зола подключается к телу одного из дронов, а Бартон жертвует собой, чтобы позволить Романофф и Золе сбежать. Но загрузка разума Золы в разум андроида завершается неудачей, поскольку разум и тело Альтрона больше не находятся в их вселенной: андроид узнаёт о существовании Мультивселенной. Альтрон нападает на Наблюдателя, находящегося вне измерений. В ходе боя они перемещаются по Мультивселенной и в итоге андроид побеждает. Альтрон готовится уничтожить бесчисленные вселенные, а сбежавшему Наблюдателю приходится обратиться за помощью к «Верховному» Стрэнджу. В главных ролях: Джереми Реннер в роли Клинта Бартона / Соколиного глаза, Лейк Белл в роли Наташи Романофф / Чёрной вдовы, Тоби Джонс в роли Арнима Золы, Росс Маркуанд в роли Альтрона, Джош Китон в роли Стива Роджерса / Капитана Америки, Мик Уингерт в роли Тони Старка / Железного человека, Александра Дэниэлс в роли Кэрол Дэнверс / Капитана Марвел и Бенедикт Камбербэтч в роли Верховного Доктора Стрэнджа | |               |                             |                  |
| 9 | «What If… the Watcher Broke His Oath?» «Что, если… Наблюдатель нарушил бы свою клятву?»                                       | Брайан Эндрюс | Э. С. Брэдли                | 6 октября 2021   |
| Наблюдатель вербует «Верховного» Стрэнджа, Капитана Картер, Звёздного Лорда — Т’Чаллу, Тора-тусовщика, Чёрную пантеру — Киллмонгера и вариант Гаморы, убившей Таноса, из их вселенных и создаёт команду «Стражей Мультивселенной» для сражения с Альтроном, атакующим мультивселенную. Команда отправляется в необитаемую часть вселенной для подготовки к битве, но Тор случайно привлекает внимание Альтрона. В разгар битвы Т’Чалла крадёт Камень Души у Альтрона, и команда сбегает в исходную вселенную Альтрона, где к ним присоединяется Наташа Романофф. Альтрон сражается со Стражами и почти побеждает их, но Наташа при поддержке Пегги поражает Альтрона стрелой, содержащей разум Арнима Золы. Тот уничтожает разум Альтрона изнутри, а Киллмонгер предаёт команду и забирает Камни себе. Зола, контролирующий тело Альтрона, борется с Киллмонгером за контроль над Камнями. «Верховный» Стрэндж и Наблюдатель заключают их в карманное измерение, чтобы Стрэндж мог следить за ними. Наблюдатель возвращает Стрэнджа, Пегги, Т’Чаллу, Гамору и Тора в их исходные вселенные. Наташа отказывается возвращаться в свою разрушенную вселенную, поэтому Наблюдатель отправляет её во вселенную, где Хэнк Пим убил Мстителей, чтобы Наташа помогла в войне против Локи. В сцене после титров Пегги в своей исходной вселенной вместе с Наташей Романофф находят броню «Крушителя „Гидры“», внутри которой кто-то находится. В главных ролях: Хейли Этвелл в роли Пегги Картер / Капитана Картер, Лейк Белл в роли Наташи Романофф / Чёрной вдовы, Фрэнк Грилло в роли Брока Рамлоу, Жорж Сен-Пьер в роли Жоржа Батрока, Чедвик Боузман в роли Звездного Лорда Т’Чаллы, Майкл Б. Джордан в роли Н’Джадаки / Эрика «Киллмонгера» Стивенса, Крис Хемсворт]] в роли Тора, Бенедикт Камбербэтч в роли Верховного Доктора Стрэнджа, Тоби Джонс в роли Арнима Золы, Том Хиддлстон в роли Локи, Курт Рассел в роли Эго, Сэмюэл Л. Джексон в роли Ника Фьюри, Мик Уингерт в роли Тони Старка / Железного человека и Синтия Макуильямс в роли Гаморы                                                                    | |               |                             |                  |

### 2 сезон (2023)
| № общий | № в сезоне | Название | Режиссёр      | Автор сценария             | Дата премьеры   |
| ------- | ---------- | --- | ------------- | -------------------------- | --------------- |
| 10      | 1          | «What If… Nebula Joined the Nova Corps?» «Что, если… Небула присоединилась бы к Корпусу Нова?»                          | Стефан Франк  | Мэттью Чонси               | 22 декабря 2023 |
| 11      | 2          | «What If… Peter Quill Attacked Earthʼs Mightiest Heroes?» «Что, если… Питер Квилл напал бы на Величайших героев Земли?» | Брайан Эндрюс | Мэттью Чонси               | 23 декабря 2023 |
| 12      | 3          | «What If… Happy Hogan Saved Christmas?» «Что, если… Хэппи Хоган спас бы Рождество?»                                     | Брайан Эндрюс | Эшли Брэдли и Мэттью Чонси | 24 декабря 2023 |
| 13      | 4          | «What If… Iron Man Crashed Into the Grandmaster?» «Что, если… Железный человек влетел бы в Грандмастера?»               | Брайан Эндрюс | Эшли Брэдли                | 25 декабря 2023 |
| 14      | 5          | «What If… Captain Carter Fought the Hydra Stomper?» «Что, если… Капитан Картер сразилась бы с «Крушителем „Гидры“»?»    | Брайан Эндрюс | Эшли Брэдли                | 26 декабря 2023 |
| 15      | 6          | «What If… Kahhori Reshaped the World?» «Что, если… Каххори изменила бы мир?»                                            | Брайан Эндрюс | Райан Литтл                | 27 декабря 2023 |
| 16      | 7          | «What If… Hela Found the Ten Rings?» «Что, если… Хела нашла бы Десять колец?»                                           | Брайан Эндрюс | Мэттью Чонси               | 28 декабря 2023 |
| 17      | 8          | «What If… The Avengers Assembled in 1602?» «Что, если… Мстители собрались бы в 1602 году?»                              | Брайан Эндрюс | Эшли Брэдли и Райан Литтл  | 29 декабря 2023 |
| 18      | 9          | «What If… Strange Supreme Intervened?» «Что, если… Верховный Стрэндж вмешался бы?»                                      | Брайан Эндрюс | Мэттью Чонси               | 30 декабря 2023 |

### 3 сезон (2024)
| № общий | № в сезоне | Название | Режиссёр                     | Автор сценария                                                                            | Дата премьеры   |
| --- | ---------- | --- | ---------------------------- | ----------------------------------------------------------------------------------------- | --------------- |
| 19 | 1          | «What If… The Hulk Fought the Mech Avengers?» «Что, если… Халк сразился бы с Меха-Мстителями?»                 | Стефан Франк                 | Сюжет: Э. С. Брэдли и Телесценарий: Райан Литтл                                           | 22 декабря 2024 |
| В ролях: Энтони Маки в роли Сэма Уилсона / Капитана Америки, Марк Руффало в роли Брюса Бэннера / Халка, Тейона Паррис в роли Моники Рамбо, Себастиан Стэн в роли Баки Барнса, Дэвид Харбор в роли Алексея Шостакова / Красного Стража, Симу Лю в роли Сюя Шан-Чи, Кэри Уолгрен в роли Мелины Востокофф, Бриттани Адебумола в роли Накии и Оскар Айзек в роли Марка Спектора / Лунного рыцаря |            | |                              |                                                                                           |                 |
| 20 | 2          | «What If… Agatha Went to Hollywood?» «Что, если… Агата отправилась бы в Голливуд?»                             | Брайан Эндрюс                | Сюжет: Брайан Эндрюс, Мэттью Чонси и Райан Литтл Телесценарий: Мэттью Чонси и Райан Литтл | 23 декабря 2024 |
| В ролях: Кэтрин Хан в роли Агаты Харкнесс, Кумэйл Нанджиани в роли Кинго, Доминик Купер в роли Говарда Старка, Джеймс Д’Арси в роли Эдвина Джарвиса и Дэвид Кэй в роли Аришема |            | |                              |                                                                                           |                 |
| 21 | 3          | «What If… The Red Guardian Stopped The Winter Soldier?» «Что, если… Красный страж помешал бы Зимнему солдату?» | Брайан Эндрюс                | Э. С. Брэдли                                                                              | 24 декабря 2024 |
| 22 | 4          | «What If… Howard The Duck Got Hitched?» «Что, если… Говард-утка женился бы?»                                   | Стефан Франк                 | Брайан Эндрюс, Мэттью Чонси и Райан Литтл Телесценарий: Мэттью Чонси и Райан Литтл        | 25 декабря 2024 |
| 23 | 5          | «What If… The Emergence Destroyed the Earth?» «Что, если… Пробуждение уничтожило бы Землю?»                    | Стефан Франк                 | Брайан Эндрюс, Мэттью Чонси и Райан Литтл Телесценарий: Мэттью Чонси и Райан Литтл        | 26 декабря 2024 |
| 24 | 6          | «What If… 1872?» «Что, если… 1872 год?»                                                                        | Стефан Франк и Брайан Эндрюс | Брайан Эндрюс, Мэттью Чонси и Райан Литтл Телесценарий: Мэттью Чонси и Райан Литтл        | 27 декабря 2024 |
| 25 | 7          | «What If… The Watcher Disappeared?» «Что, если… Наблюдатель исчез бы?»                                         | Стефан Франк                 | Брайан Эндрюс, Мэттью Чонси и Райан Литтл Телесценарий: Мэттью Чонси и Райан Литтл        | 28 декабря 2024 |
| 26 | 8          | «What If… What If?» «Что, если… что, если?»                                                                    | Брайан Эндрюс                | Брайан Эндрюс, Мэттью Чонси и Райан Литтл Телесценарий: Мэттью Чонси и Райан Литтл        | 29 декабря 2024 |

## Производство

### Разработка
К сентябрю 2018 года «Marvel Studios» разрабатывала несколько мини-сериалов для стримингового сервиса «Disney+»; президент «Marvel Studios» Кевин Файги принял на себя «практическую роль» в разработке каждого из мини-сериала, сосредоточившись на «управлении» актёрами, которые вновь будут исполнять свои роли из фильмов Кинематографической вселенной Marvel (КВМ). Одним из них был мультсериал для «Disney+», основанный на линейке комиксов «What If…?». Сериал-антология, продюсером которого выступил Файги, будет посвящён изучению того, как бы сложилась КВМ, если бы некоторые события сложились иначе, например, если бы Локи поднял молот Тора, Мьёльнир. Авторы надеялись, что актёры, которые исполняли роли персонажей в фильмах КВМ, также озвучат их в сериале. Исполнительный продюсер Marvel Studios Джонатан Шварц предложил А. С. Брэдли в качестве главного сценариста сериала после её неудачного питчинга в качестве сценариста фильма «Капитан Марвел» (2019):1. Брэдли страстно желала написать сценарий к фильм Marvel из-за своей любви к ним, и чувствовала, что «Что, если…?» был её возможностью создать «маленькую вселенную» из историй «Marvel». Она присоединилась к проекту в октябре 2018 года, после того как Marvel Studios была впечатлена тем, что некоторые из её идей для сериала совпали с концепциями, которые они планировали для фильмов:74. Брайан Эндрюс, который работал художником раскадровки во многих основных экшн-сценах из фильмов КВМ:1, встретился с Брэдом Виндербаумом, исполнительным директором Marvel Studios, отвечающим за сериал, по поводу режиссуры сериала ещё в 2018 году. В августе 2019 года Брэдли была официально объявлена как главный сценарист сериала, а Эндрюс — как режиссёр сериала.
Месяц спустя «Disney» и «Marvel» официально анонсировали проект. Marvel Studios в прошлом обсуждала адаптацию комиксов «What If…?», но решили не делать этого до завершения Саги Бесконечности, чтобы у них было достаточно сюжетных линий для создания альтернативных вариантов. Создание анимационного сериала позволило студии исследовать все эти идеи «безгранично». Виндербаум сказал, что это не совпадение, что сериал был выпущен так скоро после финала первого сезона «Локи», в котором была представлена Мультивселенная, так как «Что, если…?» исследует аспекты мультивселенной таким образом, что, по мнению Виндербаума, сериал стал таким же важным, как и любая другая собственность КВМ; Брэдли подтвердила, что все эпизоды сериала являются каноническими для мультивселенной КВМ, причём действие большинства эпизодов разворачивается в их собственных вселенных. Поскольку работа над «Что, если…?» началась до разработки сериала «Локи» и фильма «Доктор Стрэндж: В мультивселенной безумия» (2022), Брэдли не была уверена, как эти проекты будут исследовать и объяснять версию мультивселенной КВМ. Она решила сосредоточиться на возможностях в рамках альтернативных временных линий Мультивселенной, которые она описала как «образец шоколадного ассорти», и решила, чтобы эти другие проекты объяснили такие элементы, как «Управление временными изменениями». Файги и Виндербаум держали творческие команды «Локи» и «Мультивселенной безумия» в курсе того, что происходило в «Что, если…?» как только над ними началась работа. Творческая команда «Что, если…?» встретилась с исполнительными продюсерами «Локи» Стивеном Бруссардом и Кевином Райтом, а также с соисполнительным продюсером «Ванда/Вижн» (2021) Мэри Ливанос, чтобы разработать «книгу правил», касающейся мультивселенной, её временных линий и событий нексуса.
Исполнительными продюсерами сериала являются Виндербаум, Файги, Луис Д’Эспозито, Виктория Алонсо, Эндрюс и Брэдли, а продюсером — Кэрри Вассенаар:2. В декабре 2019 года Файги сообщил, что первый сезон будет состоять из 10 серий, и что работа над вторым сезоном из 10 серий уже началась. Однако из-за задержек в производстве, вызванных пандемией COVID-19, десятый эпизод первого сезона не был завершён вовремя и перенесён на второй сезон; второй сезон также был сокращён до девяти эпизодов. Продолжительность эпизодов составляет примерно 30 минут.
Работа над третьим сезоном сериала началась в июле 2022 года, когда Брэдли сообщила, что второй сезон — её последний проект с Marvel Studios. Во время панели Marvel Studios Animation на San Diego Comic-Con 2022 года «Что, если…?» и другие обсуждаемые проекты были представлены как часть проекта «Marvel Animated Multiverse».

### Сценарий
Во время объявления сериала Файги объяснил, что он возьмёт «ключевые моменты» со всей КВМ и изменит их. Например, в первом эпизоде Пегги Картер принимает сыворотку суперсолдата вместо Стива Роджерса. Виндербаум чувствовал, что это «творчески полезно» думать о «Что, если…?» как о своём собственном параллельном мире, который «живёт и дышит на своих собственных условиях» и не нуждается в точной адаптации из основной КВМ или комиксов. Он добавил, что работа в рамках концепции мультивселенной была освобождающей, потому что сериал может брать большие риски и возможности, которые не предоставляются другим проектам КВМ, когда они связаны с подключением к будущим проектам:75. Алонсо сказала, что сериал был возможностью привнести больше разнообразия в КВМ и воспользоваться преимуществами более 6000 персонажей, к которым имела доступ «Marvel Studios». Сценаристы изначально не были уверены, разрешат ли им использовать Человека-паука в сериале из-за прав на игровой фильм, принадлежащих «Sony Pictures», и в конечном итоге им было разрешено использовать его. Персонажи Marvel Comics, которые ещё не появились в КВМ, не представлены в сериале, но сценаристы рассматривали возможность создания новых персонажей, если это поможет истории.
Прежде чем рассмотреть сценарии «что, если» для сериала, сценаристы изучили всех героев КВМ, чтобы определить, «что движет ими». Они хотели убедиться, что существует сюжетный потенциал помимо подстрекательства к изменению «что, если» в каждом эпизоде, чтобы они могли использовать различные сценарии для исследования «героя за щитом». Брэдли описала баланс сериала между изучением персонажей и действием как «„Крепкий орешек“ (1988) встречает Уэса Андерсона»:75. Было задумано 30 потенциальных эпизодов, сценарии к которым написали Брэдли, Эндрюс, Виндербаум, редактор сюжета Мэттью Чонси, младший исполнительный директор Симона Папарелли и сценарный координатор Райан Литтл. Комиксы «What If…?» послужили вдохновением для потенциальных сюжетных моментов, а также импринт «Ultimate Marvel» (который рассказывал альтернативные истории основной вселенной Marvel), поскольку это был пример полностью реализованной альтернативной вселенной. Брэдли изначально создала простые сценарии, поскольку она беспокоилась из-за бюджета сериала, но Marvel сказала ей «быть безумной»:74–75. Файги выбрал свои любимые концепции эпизодов из 30 вариантов, которые затем были сведены к 10 эпизодам первого сезона. После того, как один из слухов неверно заявил, что каждый эпизод будет посвящён одному фильму из Саги Бесконечности, Брэдли пояснила, что в каждом эпизоде будет представлено несколько фильмов и персонажей, с намерением показать большинство персонажей из всех фильмов в течение первого сезона. Виндербаум надеялся, что некоторые эпизоды заинтригуют зрителей, чтобы они вернулись к оригинальным фильмам, которые они изменяли, подобно тому, как чтение комиксов «What If» может заинтриговать читателя, чтобы он вернулся к оригинальной истории.
Каждый эпизод и его альтернативная сюжетная линия вводятся и завершаются Наблюдателем, представляя его как «поучительную историю в духе „Сумеречной зоны“»:1. Тон каждого эпизода отличается от других, некоторые из них темнее или светлее, чем фильмы КВМ, которые они воспроизводят. Например, один эпизод — это политический триллер, эпизод со Стивеном Стрэнджем — «мрачная… трагическая история любви», и ещё один эпизод позволил Брэдли «подурачиться» и черпать вдохновение из фильмов, которые ей нравились в детстве, таких как «Не могу дождаться» (1998) и фильмов из серии National Lampoon. В «Что, если…?» также есть эпизоды с ужасами, ограблением и загадочными убийствами. Различные фильмы служили «пробными камнями» для каждого эпизода, например, сериалы 1940-х годов и военные фильмы для эпизода с Пегги Картер. Некоторые из концепций сценаристов были отвергнуты, потому что они соответствовали сюжетным идеям, которые Marvel уже планировала использовать, такие как профессор Халк, пожилой Стив Роджерс и Пеппер Поттс в костюме Спасительницы, все из которых появляются в фильме «Мстители: Финал» (2019); Локи, ставший героем, как он это делает в «Локи»; Джейн Фостер, ставшая Тором, которая была запланирована для фильма «Тор: Любовь и гром» (2022); и эпизод, который оказался «половиной [запланированного] сюжета» фильма «Стражи Галактики. Часть 3» (2023). Другие неиспользованные задумки включают эпизод, где Человек-паук превращается в настоящего паука, посчитали «слишком тёмным и слишком ужасным» для целевого рейтинга Marvel PG-13/TV-14; эпизод, вдохновлённый «Парком юрского периода» (1993), в котором Мстители изображены в качестве динозавров в доисторические времена; и кроссовер с персонажами «Звёздных войн», такими как Люк Скайуокер.
Несмотря на формат сериала-антологии, сценаристы задумали сюжетное устройство сериала для первого сезона, которое позволило им иметь некоторую связь между эпизодами; это начинает раскрываться в восьмом эпизоде сезона перед финалом в девятом. Кроме того, после того, как Наблюдатель начинает сезон удалённо и появляясь на заднем плане, он становится более заметным по мере продолжения сезона. Брэдли сравнила персонажа с аудиторией, «поскольку он переживает триумфы [героев] и их трагедии, он также становится более эмоционально вовлечённым и, следовательно, становится всё большей и большей частью их мира и хочет быть большей частью их мира, даже если он знает, что не должен». Каждый эпизод также заканчивается поворотом или вопросом, который потенциально может быть решён в эпизоде-продолжении, аналогично сценам после титров в фильмах КВМ, хотя эти концовки также являются отсылкой к поворотным концовкам комиксов «What If?», которые не всегда разрешались. Когда сценаристы разрабатывали сценарии, они поняли, что Капитан Картер «всплывёт и станет более важной» наряду с Наблюдателем, и решили возвращаться к её истории в каждом будущем сезоне. Брэдли попросили исследовать концепции «что, если» только для существующих историй КВМ, поэтому персонажи Четвёртой фазы будут появляться только со второго сезона. Некоторые из первоначальных 30 концепций, которые не были выбраны для первого сезона, также появятся в будущих сезонах.

### Кастинг и озвучивание

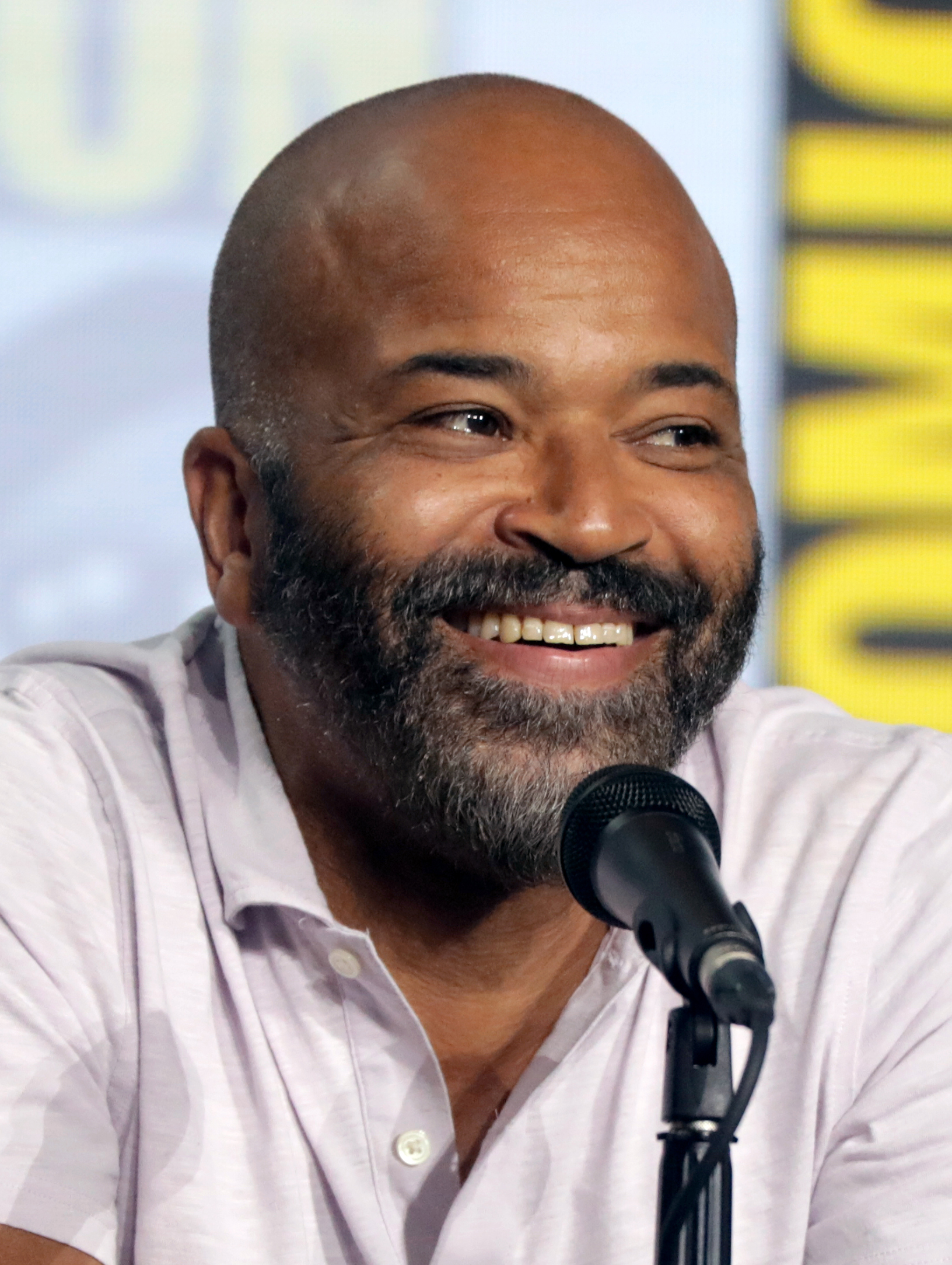
Джеффри Райт выступает рассказчиком в «Что, если…?»

План «Marvel» для сериала состоял в том, чтобы актёры, игравшие персонажей в фильмах КВМ, повторили свои роли в сериале, причём более 50 актёров сделали это:2. На «San Diego Comic-Con» в июле 2019 года Файги раскрыл половину этих актёров: Майкл Б. Джордан в роли Короля Киллмонгера, Себастиан Стэн в роли Джеймса «Баки» Барнса, Джош Бролин в роли Таноса, Марк Руффало в роли Брюса Бэннера / Халка, Том Хиддлстон в роли Локи, Сэмюэл Л. Джексон в роли Ника Фьюри, Крис Хемсворт в роли Тора, Хейли Этвелл в роли Пегги Картер / Капитана Картер, Чедвик Боузман в роли Звёздного Лорда Т’Чаллы, Карен Гиллан в роли Небулы, Джереми Реннер в роли Клинта Бартона, Пол Радд в роли Скотта Лэнга, Майкл Дуглас в роли Хэнка Пима / Жёлтого шершня, Нил Макдонаф в роли Дум-Дум Дугана, Доминик Купер в роли молодого Говарда Старка, Шон Ганн в роли Краглина Обфонтери, Натали Портман в роли Джейн Фостер, Дэвид Дастмалчян в роли Курта, Стэнли Туччи в роли Абрахама Эрскина, Тайка Вайтити в роли Корга, Тоби Джонс в роли Арнима Золы, Джимон Хонсу в роли Кората Преследователя, Джефф Голдблюм в роли Грандмастера, Майкл Рукер в роли Йонду Удонты и Крис Салливан в роли Шокерфейса. Файги также объявил, что Джеффри Райт получил роль Наблюдателя, который выступает рассказчиком в сериале. Боузман был одним из первых актёров, согласившихся появиться в сериале.
Запись голосов для сериала началась к августу 2019 года и продолжалась в начале 2020 года. Производство продолжалось удалённо во время пандемии COVID-19, при этом работа на площадке «Walt Disney Studios» была приостановлена. Райт записал некоторые эпизоды из самодельной студии звукозаписи у себя дома во время пандемии. В январе 2021 года Фрэнк Грилло подтвердил, что работал над сериалом, вновь исполнив свою роль Брока Рамлоу. Дополнительные записи голосов были запланированы на февраль 2021 года. К июлю 2021 года выяснилось, что Сет Грин вновь озвучивает Утку Говарда, как Энди Серкис озвучивает Улисса Кло.
Ещё до премьеры сериала выяснилось, что дополнительные актёры вернулись к своим ролям: Анджела Бассетт в роли Рамонды, Бенедикт Камбербэтч в ролях Доктора Стивена Стрэнджа и Верховного Доктора Стрэнджа, Бенедикт Вонг в роли Вонга, Бенисио дель Торо в роли Танелира Тивана / Коллекционера, Брэдли Уитфорд в роли Джона Флинна, Кэрри Кун в роли Проксимы Полночной, Клэнси Браун в роли Суртура, Кларк Грегг в роли Фила Колсона, Коби Смолдерс в роли Марии Хилл, Данай Гурира в роли Окойе, Дон Чидл в роли Джеймса Роудса, Эмили Ванкэмп в роли Шэрон Картер, Эванджелин Лилли в роли Хоуп ван Дайн, Жорж Сен-Пьер в роли Жоржа Батрока, Джейми Александр в роли Сиф, Джон Кани в роли Т’Чаки, Джон Фавро в роли Гарольда «Хэппи» Хогана, Кэт Деннингс в роли Дарси Льюис, Курт Рассел в роли Эго, Лесли Бибб в роли Кристин Эверхарт, Офелия Ловибонд в роли Карины, Пол Беттани в ролях Вижна и Д.Ж.А.Р.В.И.С.а, Рэйчел Хаус в роли Топаз, Рэйчел Макадамс в роли Кристины Палмер, Тильда Суинтон в роли Древней и Том Вон-Лолор в роли Эбенового Зоба.
В июле 2021 года «Variety» сообщило, что несколько персонажей, такие как Тони Старк, Стив Роджерс и Кэрол Дэнверс, будут озвучены другими актёрами, а не теми, которые играли их в фильмах КВМ. Виндербаум объяснил, что некоторые замены произошли из-за конфликтов в расписаниях первоначальных актёров, и что креативщики не хотели, чтобы сериал «определялся актёрами, которыми, как мы думали, мы могли бы получить». При подборе замен они хотели расставить приоритеты в исполнении по сравнению с актёром, который звучал аналогично. Он также отметил, что, поскольку сериал исследует Мультивселенную, это было «разумным оправданием» для различных актёров. Дэйв Батиста, который изображает Дракса в фильмах, указал, что «Marvel» не просила его участвовать в сериале, несмотря на то, что персонаж был включён. Виндербаум был удивлён заявлениями Батисты, предположив, что в какой-то момент произошло некоторое недопонимание, поскольку всех актёров КВМ попросили через их агентов или напрямую принять участие в сериале. Джош Китон озвучивает Тощего Стива Роджерса / Крушителя «Гидры», Фред Таташор — Дракса, Корвуса Глэйва и Вольштагга, Брайан Т. Дилейни — Питера Квилла, Лейк Белл — Наташу Романофф / Чёрную вдову, Мик Уингерт — Тони Старка / Железного человека, Стефани Паниселло — Бетти Росс, Майк Макгилл — Таддеуса Росса, Александра Дэниэлс — Кэрол Дэнверс / Капитана Марвел, Хадсон Темз — Питера Паркера / Человека-паука, Клифф Ванденхёвел — Обадайю Стейна, Бет Хойт — Пеппер Поттс, Озиома Акага — Шури, Джозетт Илс — Фриггу, Дэвид Чен — Огуна и Макс Миттелман — Фандрала.
Во втором сезоне помимо актёров, принявших участие в первом, к своим ролям вернулись: Кейт Бланшетт в роли Хелы, Лоуренс Фишберн в роли Билла Фостера, Джуд Лоу в роли Йон-Рогга, Питер Серафинович в роли Гартана Саала, Джон Слэттери в роли Говарда Старка в старости, Атандва Кани в роли молодого Т’Чаки / Чёрной пантеры,  Мадлен Макгроу в роли юной Хоуп ван Дайн, Джин Фарбер в роли Василия Карпова, Сэм Рокуэлл в роли Джастина Хаммера, Тесса Томпсон в роли Валькирии, Рэйчел Вайс в роли Мелины Востокофф / Чёрной вдовы, Бернард Уайт в роли консула Сина, Элизабет Олсен в роли Ванды Максимофф и Идрис Эльба в роли Хеймдалла. Джулианна Гроссман озвучила Ирани Раэль / Нову Прайм, Мейс Монтгомери Миксел ― юного Питера Квилла, Кери Томбациан — Мар-Велл, Джефф Бергман — Одина, а Феодор Чин — Венву. Также во втором сезоне появился новый оригинальный персонаж Каххори — представительница коренного населения Северной Америки до европейской колонизации. Её озвучила Девери Джейкобс, также сыгравшая в сериале «Эхо» роль Бонни.
В третьем сезоне Дэвид Харбор вернулся к роли Алексея Шостакова / Красного стража.

### Анимация
Стефан Франк выступает в качестве главы анимации в сериале, в котором используется сел-шейдинговый стиль анимации, и образы персонажей основаны на актёрах, исполняющих эти роли в фильмах. Райан Майнердинг, руководитель отдела визуального развития «Marvel Studios», разработал анимационный стиль для сериала вместе с Эндрюсом. Они рассматривали возможность использования разных стилей для каждого эпизода, или стиля, основанного на комиксах Джека Кёрби или Стива Дитко:3–4, но в конечном итоге выбрали дизайн, вдохновлённый классическими американскими иллюстраторами, такими как Дж. С. Лейендекер, Норман Роквелл, Том Ловелл и Мид Шеффер:3. Эндрюс объяснил, что это привело к «своего рода героическому, гипер-реализованному, суперидеализированному виду, который кажется культовым», не будучи «навязанным или мультяшным»:2, в то время как Майнердинг считал, что это был уникальный подход к переводу кинематографических супергероев в анимацию, который использовал стилизацию среды, не теряя реалистичного, «монументального и мощного» ощущения фильмов. «Леди и Бродяга» (1955) от «Disney» также оказал влияние из-за отсутствия «жёсткой линейной работы» и потому, что они чувствовали, что он «красиво нарисован»:3. Рассматривалась традиционная 2D-анимация, но от неё отказались, когда Marvel не смогла найти студии, которые смогли бы справиться с объёмом работы, необходимым для достижения этой цели. Вместо этого была выбрана анимация «2,5D», причём 3D-модели были отрисованы с 2D-освещением, чтобы они выглядели как плоские рисунки.
Алонсо сказала, что среда анимации позволила «Marvel Studios» работать с новыми компаниями по всему миру. «Blue Spirit» работала над двумя эпизодами первого сезона:4, причём ожидалось, что «Squeeze» сделает анимацию для пяти эпизодов, а «Flying Bark Productions» — для других трёх. Брэдли сказала, что Marvel «пыталась использовать цветовую палитру, освещение, [и] дизайн персонажей, чтобы рассказать как можно больше истории», как это делают в игровых фильмах, регулируя камеру и цветовые палитры между каждым эпизодом:4. Художник-постановщик Пол Ласейн и его команда нарисовали все фоны для сериала, основываясь на кадрах из фильмов, а также на концепт-арте и планах съёмочных площадок с этих производств. Обсуждая очевидное преувеличение действий и способностей в сериале, Франк сказал, что они пытались соответствовать тому, что видно в фильмах, но «у каждой среды есть своя поэзия и она читается по-разному, и есть уровень абстракции и преувеличения, присущий анимации». Эндрюс наслаждался возможностью смешивать свои знания анимации с КВМ, полагая, что в повествовании, которого они смогли достичь, был «богатый выбор»:1. Грэм Фишер и Джоэл Фишер выступают в качестве монтажёров в сериале.

### Музыка
К октябрю 2020 года Лора Карпман была назначена композитором сериала, который она назвала «идеальной игровой площадкой для композитора», поскольку она могла ссылаться на существующие партитуры КВМ, но также и отклоняться от них. Карпман и продюсеры были вдохновлены подходом Алана Сильвестри к музыке фильма «Мстители: Финал» в отношении того, как включить существующую музыку из разных фильмов КВМ. Она объяснила, что Сильвестри вплёл свою собственную музыку в темы других композиторов и, как правило, просто затрагивал различные элементы существующей музыки, поэтому её подход к сериалу заключался в том, чтобы «дотронуться [до существующих тем], а затем идти дальше». Карпман имела доступ к нотам и записям предыдущих партитур КВМ, но также адаптировала некоторые элементы на слух. Для каждого эпизода она смотрела, как история согласуется с КВМ, как она отклоняется от КВМ и что сама история требует в музыкальном плане.
Когда Карпман писала главную тему сериала, она знала, что во вступительной части будут представлены изображения разбитого стекла. Она записала звук бьющегося стекла и манипулировала им, чтобы создать звуковые эффекты, которые были добавлены к теме. Основная мелодия исполняется на валторне, а Карпман поёт на заднем плане, ссылаясь на научно-фантастические партитуры 1960-х годов, в которых участвовали вокалистки. Marvel Music и Hollywood Records выпускают альбомы саундтреков к каждому эпизоду «Что, если…?» с музыкой Карпман в цифровом формате. Альбом первого эпизода был выпущен 13 августа, а последующие альбомы выходили вскоре после соответствующего эпизода.

## Маркетинг
Ролик из первого эпизода мультсериала был показан на форуме «D23 Expo». Новые кадры из мультсериала вошли в ролик «Расширение вселенной», вышедший на сервисе «Disney+» 12 ноября 2019 года. Первый трейлер был выпущен в декабре 2020 года. Основываясь на трейлере, Джеймс Уитбрук из «io9» посчитал, что сериал «выглядит великолепно». Крис Эванджелиста из /Film также подумал, что он выглядит «чертовски круто», и почувствовал, что «Что, если…?» является хорошим «предлогом, чтобы по существу взорвать КВМ, каким мы её знаем, и рассказать совершенно новые, более странные истории, которые никогда не получат своих собственных художественных фильмов». Петрана Радулович из «Polygon» почувствовала, что трейлер показал «полный масштаб [повествовательных] возможностей». Расширенный обзор первого эпизода сериала был показан во время панели «Женщины в анимации» на Международном фестивале анимационных фильмов в Анси в июне 2021 года. Также в этом месяце «Hyundai Motor Company» в партнёрстве с «Marvel Studios» провела маркетинговую кампанию по продвижению «Hyundai Tucson» вместе с сериалами «Что, если…?», «Ванда/Вижн», «Сокол и Зимний солдат» и «Локи». Рекламные ролики были созданы компанией Marvel и должны были рассказать историю, действие которой происходит в рамках повествования сериала. В августе 2021 года был выпущен рекламный ролик «Что, если…?», в котором Тор водил «Hyundai Tucson» в битве против роботов Альтрона с Капитаном Картер, Звёздным Лордом Т’Чаллой и «Верховным» Доктором Стрэнджем. Адам Бенц из «Screen Rant» посчитал, что кампания «Hyundai Question Everything» идеально подходит для «Что, если…?» и его концепции, и добавил, что содержание рекламного ролика, вероятно, не было спойлером для сериала, поскольку реклама для других сериалов КВМ не совпадала с реальными сюжетными линиями. Барни Голдберг, исполнительный креативный директор «Innocean», креативного агентства, работающего с «Hyundai», отметил, что было «невероятное количество координации», чтобы реклама была выпущена в нужное время, чтобы они были актуальны и не слишком поздно, не раскрывая при этом аспекты сериала.
Официальный трейлер и постер к первому сезону были выпущены 8 июля 2021 года. Ник Романо из «Entertainment Weekly» посчитал, что они предоставили больше информации о различных историях формата «что, если», которые будет изучать сериал, и сказал, что его надо будет «точно смотреть» вместе с фильмами КВМ, которые также будут исследовать мультивселенную, как например «Человек-паук: Нет пути домой» (2021) и «Доктор Стрэндж: В мультивселенной безумия» (2022). Хаим Гартенберг из «The Verge» назвал трейлер «лучшим на сегодняшний день взглядом» на сериал. Рэйчел Лабонте из Screen Rant сказала, что трейлер был «дикой поездкой», в которой чувствовалось, что «почти каждый персонаж КВМ, которого можно себе представить, мелькает хотя бы на несколько секунд, и ясно, что впереди ещё много захватывающих историй». Ванесса Армстронг из /Film сказала, что она не была поклонницей анимации, но, посмотрев трейлер, посчитала, что «Что, если…?» «переубедит многих людей [таких, как она], которые сопротивляются» среде. Армстронг была «восхищена увидеть, как развиваются эти разные реальности», и отметила впечатляющее количество контента и вопросов, которые были заданы в трейлере. Три эпизода сериала «Marvel Studios: Легенды» будут выпущены 4 августа 2021 года, где будут исследованы Пегги Картер, Инициатива «Мстители» и Опустошители, используя видео с их появлением в фильмах КВМ.
В январе 2021 года «Marvel» объявила о своей программе «Marvel Must Haves», которая показывает новые игрушки, игры, книги, одежду, домашний декор и другие товары, связанные с каждым эпизодом «Что, если…?» после выхода эпизода. В июле 2021 года были представлены «Funko Pops», наборы «Lego» и фигурки Marvel Legends, основанные на сериале. Продажа товаров «Must Haves» для эпизодов началась 13 августа 2021 года.

## Показ
«Что, если…?» вышел на «Disney+» 11 августа 2021 года. Первый сезон состоит из девяти эпизодов, которые выходили еженедельно до 6 октября. Он является частью Четвёртой фазы КВМ. Второй сезон также будет состоять из девяти эпизодов; премьера запланирована на декабрь 2023 года (он будет связан с пятой фазой). Виндербаум сказал, что они намерены выпускать новые сезоны «Что, если…?» ежегодно.

## Приём

### Реакция критиков
На агрегаторе рецензий «Rotten Tomatoes» «рейтинг свежести» анимационного сериала составляет 93 % на основе 71 отзыва со средней оценкой 7,15/10. Консенсус критиков гласит: «Возможно, „Что, если…?“ не добавляет многого к обширному повествованию киновселенной, но удивительные персонажи и одни из лучших экшен-сцен во всей франшизе делают просмотр увлекательным». На сайте Metacritic средневзвешенная оценка составляет 69 из 100 на основе 14 рецензий.
Лиз Шеннон Миллер из «Collider», делая обзор для первых трёх эпизодов, посчитала, что сериал оправдал обещание показать «совершенно свежие, но знакомые моменты» в КВМ. Что касается анимации, то Миллер показалось, что иногда ей «не хватает глубины», и пожелала, чтобы для каждой рассказываемой истории использовались различные стили, экшен-сцены были «красиво выполнены, с вкраплениями комиксов, чтобы усилить реалистичность проекта и улучшить общую эстетику». Для Миллер простое возвращение актёров к озвучиванию своих персонажей улучшило мультсериал, однако некоторые из них не смогли передать «сущность своих персонажей»; при этом, похвала критика также досталась новым актёрам, озвучивающим привычных зрителю персонажей. Миллер отметила, что Джеффри Райт был «идеальным» выбором на роль Наблюдателя. Она пришла к выводу, что «Что, если…?» был «без шуток, мечтой суперфаната КВМ, хотя, как только пройдёт период принятия каждого „Что, если…?“, может стать трудно оставаться вовлечённым в сюжет». Дав первым трём эпизодам 3,5 из 5 звёзд, Алан Сепинуолл из «Rolling Stone» сказал, что сериал был «неравномерным, как почти любой сериал-антология. Это весело просто потому, что уровень контроля качества в „Marvel“ в наши дни довольно высок … и потому, что некоторые идеи либо по своей сути привлекательны, либо используются для хитроумной настройки того, что мы знаем из фильмов. Но не каждая часть соответствует, казалось бы, безграничному потенциалу названия». В своём обзоре первых трёх эпизодов Тайлер Херско из «IndieWire» счёл, что сериал был «парадоксом», поскольку он был одновременно «самым точным названием в духе Кинематографической вселенной Marvel», а также «первым выпуском КВМ за многие годы, который не обременён необходимостью тщательно вписываться в канон франшизы или откровенно дразнить будущими выпусками». Он назвал это «глотком свежего воздуха», и сказал, что «Что, если…?» «предлагал фанатам именно то, что они хотят, всё ещё цепляясь за несколько сюрпризов», представляя множество отсылок и шуток во вселенной для давних фанатов, всё ещё создавая отдельные истории, которые могли бы понравиться всем зрителям. Херско сказал, что было «абсолютным удовольствием наблюдать в движении» анимацию и дал эпизодам оценку «B+».
Энджи Хан из «The Hollywood Reporter» посчитала, что «для сериала, действие которого разворачивается в бесконечных просторах мультивселенной, „Что, если…?“ мечтает ужасно мало», причём некоторые концепции «что, если» были не такими захватывающими, как другие. Она добавила, что Джеффри Райт придавал каждому эпизоду «дополнительный вес», но отметила, что анимация временами была неудачной, причём некоторые сцены приближались к зловещей долине, и что некоторые из вернувшихся актёров придавали «роботизированные» оттенки своим персонажам, не передавая харизмы, присущей версиям персонажей из фильмов. Она пришла к выводу: «Хотя осмелюсь надеяться на нечто большее, чем поверхностное развлечение, и „Что, если…?“ имеет тенденцию разочаровывать… Возможно, будущие эпизоды будут лучше справляться с такими большими концепциями за полчаса хронометража или сезон таит в себе нечто грандиозное. Если это так, то „Что, если…?“ не торопится показывать, на что способен». Итан Андерсон из «/Film» назвал результаты первых трёх эпизодов «смешанными» с «некоторыми вопиющими недостатками», такими как «неуклюжая» анимация в моментах между экшен-сценами, озвучка некоторых вернувшихся актёров и небольшой хронометраж, который не давал зрителям достаточно времени, чтобы «полностью привыкнуть» к новым версиям персонажей. Андерсон добавил, что часть юмора вымучена и «неловко надумана»; критик отметил, что «создатели, похоже, слишком стараются сохранить секреты сериала вместо того, чтобы быть более откровенными в отношении захватывающих поворотов». В завершении он сказал, что это, по-видимому, первый сериал Marvel Studios, который может не быть «необходимым просмотром» и который может стать «ареной тяжёлой битвы» для широкой аудитории, хотя преданные поклонники посчитают «Что, если…?» «удовлетворительным ремиксом».

### Анализ
Некоторые обозреватели отметили, что многие эпизоды носили мрачный и трагический характер. Брэдли ответила, что возможность показывать вещи, которые никогда не произойдут в основной КВМ, такие как убийство героев, была «самой освобождающей частью» сериала, и что некоторые эпизоды, заканчивающиеся трагедией, имеют на то свои причины..

### Награды
| Награда                                              | Дата церемонии вручения | Категория                                                                | Получатель(-и)                                                                                               | Результат | Прим.           |
| ---------------------------------------------------- | ----------------------- | ------------------------------------------------------------------------ | --- | --------- | --------------- |
| Американская ассоциация монтажёров                   | 5 марта 2022            | Лучший смонтированный анимационный фильм (нетеатральный)                 | Грэхэм Фишер и Ноэль Фишер (за эпизод «What If... Ultron Won?»)                                              | Номинация | [ 130 ]         |
| Энни                                                 | 12 марта 2022           | Лучший монтаж в анимационной телепрограмме                               | Ноэль Фишер, Грэхэм Фишер, Шария Дэвис, Басуки Джувоно и Адам Спикерман (за эпизод «What If... Ultron Won?») | Победа    | [ 131 ]         |
| Выбор телевизионных критиков                         | 13 марта 2022           | Лучший анимационный сериал                                               | «Что, если…?»                                                                                                | Победа    | [ 132 ]         |
| Golden Reel Awards                                   | 13 марта 2022           | Выдающееся достижение в звуковом редактировании — нетеатральная анимация | Различные (за эпизод «What If... Doctor Strange Lost His Heart Instead of His Hands?»)                       | Номинация | [ 133 ]         |
| Награда Hollywood Critics Association                | 14 августа 2022         | Лучший стриминговый мультсериал или телефильм                            | «Что, если…?»                                                                                                | Номинация | [ 134 ]         |
| Dorian Awards                                        | 17 августа 2022         | Лучшее анимационное шоу                                                  | «Что, если…?»                                                                                                | Номинация | [ 135 ]         |
| Прайм-таймовая премия «Эмми» за креативное искусство | 3-4 сентября 2022       | Лучшая анимационная программа                                            | Эпизод «What If... Doctor Strange Lost His Heart Instead of His Hands?»                                      | Номинация | [ 136 ]         |
| Прайм-таймовая премия «Эмми» за креативное искусство | 3-4 сентября 2022       | Лучшее озвучивание персонажа                                             | Чедвик Боузман (за эпизод «What If... T'Challa Became a Star-Lord?»)                                         | Победа    | [ 136 ]         |
| Прайм-таймовая премия «Эмми» за креативное искусство | 3-4 сентября 2022       | Лучшее озвучивание персонажа                                             | Джеффри Райт (за эпизод «What If... Ultron Won?»)                                                            | Номинация | [ 136 ]         |
| Золотой трейлер                                      | 7 октября 2022          | Самая инновационная реклама телесериала / стриминга                      | «Что, если…?»                                                                                                | Номинация | [ 137 ] [ 138 ] |
| Сатурн                                               | 25 октября 2022         | Лучший анимационный сериал на телевидении                                | «Что, если…?»                                                                                                | Номинация | [ 139 ]         |

## Документальный выпуск
В феврале 2021 года было объявлено о документальном телесериале-антологии «Marvel Studios: Общий сбор». В каждой серии о создании фильмов и телесериалов КВМ расскажут актёры и творческая группа. Специальный документальный выпуск, посвящённый «Что, если…?», вышел на Disney+ 27 октября 2021 года.

## Будущее

### «Зомби Marvel»
В ноябре 2021 года было объявлено о разработке анимационного сериала «Зомби Marvel», который сфокусируется на «новом поколении героев», сражающихся с зомби. Мультсериал будет основываться на зомби-вселенной, показанной в пятом эпизоде первого сезона «Что, если…?». Брайан Эндрюс вернётся в режиссёрское кресло, а главным сценаристом анимационного спин-оффа станет Зеб Уэллс.

### Возможные проекты
Брэд Уиндербаум сказал, что существует вероятность того, что варианты персонажей из мультсериала появятся в игровых проектах, точно так же, как концепции «что, если» из Marvel Comics в конечном итоге вошли в основную непрерывность комиксов. Эндрюс и Хейли Этвелл оба выразили заинтересованность в игровом фильме с участием Этвелл в роли Капитана Картер, хотя Этвелл хотела, чтобы правильная творческая команда смогла «проложить путь [Картер] к культурному сознанию сегодняшнего дня и сделать её современной героиней нашего времени».

## Комментарии
1. ↑  Эпизод, включавший этот вариант Гаморы, планировался к показу в первом сезоне, но был перенесён на второй сезон из-за сложностей производства во время пандемии COVID-19[45].
2. ↑  Мак Смит, Билл Рудольф, Алисса Неварез, Шерил Нарди, Анеле Оньеквере, Том Крамер, Джон Реш и Шелли Роден